# Claudia Bernadine Elisabeth Hartert
Claudia Bernadine Elisabeth Hartert, geb. Endris oder Endriss (* 21. Juni 1863 in Coesfeld; † 24. August 1958 in Hilversum), war eine deutsch-britische Ornithologin und Tierillustratorin.

## Leben und Wirken
Claudia Harterts Vater war Oberstleutnant Joachim Endris (oder Endriss), ihre Mutter hieß Alwine Florentine Sophie, geb. Böcker (Boecker). Claudia Hartert hatte einen älteren Bruder namens Gustav Joachim (* 1862). Im Juli 1891 heiratete sie in Frankfurt am Main den Ornithologen Ernst Hartert, mit dem sie einen Sohn namens Sohn Joachim Karl (Charles) (1893–1916) hatte und der als englischer Soldat jung an der Somme fiel.
Zusammen mit ihrem Mann war sie Erstbeschreiberin der Blauschwanz-Buffonkolibri-Unterart (Chalybura buffonii intermedia Hartert, E & Hartert, C, 1894). Der Artikel On a collection of Humming Birds from Ecuador and Mexico scheint ihre einzige gemeinsame Publikation zu sein. Alleine publizierte sie in Gefiederte Welt Allerlei Beobachtungen während einer Reise nach Westindien.
Am 4. Mai 1892 brachen sie und ihr Mann von Le Havre zu einer Reise zu den Westindischen Inseln auf. Am 19. Mai erreichten sie Saint Thomas, wo sie mit dem Blaustern-Antillenkolibri ihren ersten Kolibri sah. Schon am nächsten Tag ging es weiter nach Puerto Rico, wo sie San Juan besuchten. Weitere Haltepunkte zum Sammeln waren Ponce und Mayagüez. Als Nächstes führte sie die Reise nach Venezuela, das man nach sieben Tagen wegen des schwellenden Bürgerkrieges wieder verlassen musste. So war am 7. Juni Curaçao mit dem Hafen Willemstad das nächste Ziel ihrer Reise. Sie folgten einer Einladung des Besitzers der Plantage Savonet am Fuße des Sint-Christoffelbergs, um in dieser Gegend zu sammeln. Am 21. Juni gelangten sie mit einem kleinen Segelschiff nach Aruba. Nach zehn Tagen auf der Insel ging es weiter über Curaçao nach Bonaire, eine Insel, an der man am 9. Juli vor Anker ging. Am 27. Juli kehrten sie nach Curaçao zurück. Mit Unterstützung des holländischen Gouverneurs Harry Barge (1844–1919) durften sie in einem größeren Gebäude auf der Südseite der Insel nächtigen. Nach fünf Tagen ging es zurück nach Willemstad und sie verließen am 9. August die Insel um vor La Guaira anzulegen. Die Verhältnisse in Venezuela hatten sich weiter verschlechtert und so brach man erneut nach Puerto Rico auf. Hier ging man für zwei Tage in Ponce vor Anker. Nächstes Ziel war Sánchez in der Dominikanischen Republik, ein Hafen, vor dem der Dampfer 2 Tage vor Anker ging. Erneut über Saint Thomas kehrten sie schließlich nach Europa zurück.
Im Oktober 1882 zog das Ehepaar Hartert nach Tring, um bei Walter Rothschild, 2. Baron Rothschild, am Natural History Museum at Tring zu arbeiten.
Claudia Hartert war eine ausgezeichnete Zeichnerin, und so lieferte sie 493 Textabbildungen für A practical handbook of British birds. Im Vorwort zum zweiten Band schrieb Henry Forbes Witherby:

„I have also to acknowledge my gratidude to Mrs. Hartert for the care and trouble she has taken over the text figures, almost all of which have been drawn by her from specimens in the Tring Museum, and to Mr. H. Grönvold for the interest he has taken in making his drawings for the plates accurate in detail, which was so essential for their purpose.“

Teils wurden die Zeichnungen im 1952 erschienen The Handbook of British Birds übernommen. Vermutlich hat sie auch Zeichnungen für Die Vögel der paläarktischen Fauna von ihrem Mann beigesteuert. Zumindest einige Jahre verwaltete sie die Bibliothek des Museums in Tring.
Nach der Übersiedlung nach Berlin im Jahr 1930 behielt Claudia Hartert die englische Staatsbürgerschaft. Vermutlich mit der Hilfe von Phyllis Barclay-Smith verlegte sie ihren Wohnsitz aufgrund von politisch bedingten Schwierigkeiten 1939 ins Altenheim St. Willebrordus in Wassenaar. Am 21. August 1940 zog sie ins Altenheim St. Carolus in Hilversum, wo sie im Jahr 1958 verstarb.

## Dedikationsnamen
John David Digues La Touche nannte 1922 den Claudialaubsänger (Phylloscopus claudiae (La Touche, 1922)) nach Mrs. Hartert.
Heliangelus claudia Hartert, E, 1895 wird heute als Synonym für die Longuemare-Sonnennymphe (Heliangelus clarisse (Longuemare, 1841)) betrachtet. Die Gattung Claudia Hartert, E, 1896 ist heute ein Synonym für Tachornis Gosse, 1847. Hartert selbst korrigierte den Namen 1916 nach Hinweis von Charles Chubb (1851–1924) und Tom Iredale (1880–1972) mit Reinarda, da der Name Claudia Stål, 1865 bereits vorbelegt war.

## Publikationen (Auswahl)
- Allerlei Beobachtungen während einer Reise nach Westindien. In: Die Gefiederte Welt. Band 12, Nr. 8, 23. Februar 1893, S. 71–72 (biodiversitylibrary.org).
- Allerlei Beobachtungen während einer Reise nach Westindien. In: Die Gefiederte Welt. Band 12, Nr. 9, 2. März 1893, S. 81–82 (biodiversitylibrary.org).
- Allerlei Beobachtungen während einer Reise nach Westindien. In: Die Gefiederte Welt. Band 12, Nr. 10, 9. März 1893, S. 91–95 (biodiversitylibrary.org).
- Ernst Hartert, Claudia Bernadine Elisabeth Hartert: On a collection of Humming Birds from Ecuador and Mexico. In: Novitates zoologicae: A journal of zoology in connection with the Tring Museum. Band 1, 1894, S. 43–64 (biodiversitylibrary.org).